# Antoni d’Armengol i d’Aimeric
Antoni d’Armengol i d’Aimeric   (Barcelona, 1692 - valor desconegut, 1764), baró de Rocafort, va ser un poeta i historiador català. Fou doctor en drets i va ingressar a l'Acadèmia de Barcelona el 1729. Creà diverses poesies en català i castellà, tant serioses com humorístiques. També va llegir a l'Acadèmia diversos textos de caràcter històric, com un Catálogo de varones ilustres que florecieron en el monasterio de Poblet (1730).